# Monts-sur-Guesnes
Monts-sur-Guesnes è un comune francese di 692 abitanti situato nel dipartimento della Vienne nella regione della Nuova Aquitania.

## Società

### Evoluzione demografica
Abitanti censiti